# Hochalmspitze
La Hochalmspitze est un sommet des Alpes, à 3 360 m d'altitude, le point culminant du chaînon d'Ankogel dans les Hohe Tauern, en Autriche (land de Carinthie). Parfois dénommée « la Reine des Tauern », elle est avec le Grossglockner considérée comme l'un des sommets les plus importants du massif.
La montagne fait partie d'une arête montagneuse des Alpes orientales centrales qui bifurque à l'Ankogel en direction du sud-est de la crête principale. 
Le sommet se situe à la limite entre les communes de Mallnitz à l'ouest et de Malta à l'est. Plus au nord se trouve le barrage Kölnbrein, le plus grand d'Autriche.